# Fürleova kaple
Kaple Andělů strážných (německy Schutzengel Kapelle), nazývaná též kaple Otce chudých (Armenvater Kapelle), je novogotická sakrální stavba stojící v Mikulášovicích vedle bývalé Nemocnice korunního prince Rudolfa (čp. 730). Byla postavena v roce 1900 a nahradila tak svou barokní předchůdkyni zvanou Fürleova či Fürleho kaple (Fürlen Kapelle). Mezi lety 2011 a 2014 prošla celkovou rekonstrukcí.

## Historie

### Fürleho kaple
Výstavba Fürleho kaple (Fürlen Kapelle) souvisí s místní mariánskou úctou a se založením Bratrstva Bolestné Matky Boží pod černým škapulířem v roce 1717. Jeho člen Jacob Fürle, bohatý statkář, obchodník a první rychtář nově založené vsi Tomášov, dal v roce 1733 postavit západně od kostela svatého Mikuláše u polní cesty zvané Kostelní stezka malou kapli se zasvěcením Panně Marii Pomocné. Ve druhé polovině 19. století se začalo okolí kaple měnit; přibyly nové domy a roku 1876 vyrostla přímo za kaplí novostavba Nemocnice Korunního prince Rudolfa (čp. 730). Na konci 19. století byla již malá barokní kaple ve špatném stavu, a proto byla roku 1899 stržena.

### Kaple Andělů strážných
V souvislosti s demolicí původní kaple se již připravovala stavba nové o 30 metrů blíže ke kostelu. Výstavbu financoval Johann Ditrich ze statku čp. 561 (zbořen po druhé světové válce). Podstatně větší novogotická kaple byla dokončena na jaře roku 1900, kdy ji slavnostně požehnal místní děkan Franz Winkler (ve službě 1873–1905). Zasvěcena byla Andělům strážným, podle jejího zakladatele byla však pomístně nazývána kaple Otce chudých (Armenvater Kapelle). V dalších letech se o ni starali Dittrichovi potomci, v poválečném období pak rodina Kühnelových, a to až do 70. let 20. století. Devastace kaple začala poté v souvislosti se zřízením internátu pro pracovníky ze socialistických zemí v budově bývalé nemocnice. Postupně přišla o vnitřní vybavení, okenní výplně a až do počátku 21. století chátrala. V první dekádě 21. století byla stavba opatřena novou střechou, v letech 2011–2014 následovala celková rekonstrukce: roku 2011 byly osazeny nové dveře a nová okna, rekonstrukce vnitřních i vnějších omítek proběhla následně roku 2014. V roce 2018 získala kaple nový obraz s motivem Andělů strážných od Tomáše Bodora.
Kaple je v majetku města Mikulášovice a není památkově chráněna. Pravidelné pobožnosti se zde neslouží, využívána je zpravidla třikrát do roka, a to během novény k Duchu svatému, zastavuje zde procesí během svátku Těla a Krve Páně a slouží se zde pobožnost či mše svatá na svátek Andělů strážných (2. října).

## Popis
Původní barokní kaplička byla kamenná s šindelovou střechou. Uvnitř stál malý dřevěný oltář s obrazem Panny Marie Pomocné, který doplňoval tucet dalších bezcenných obrazů. Současná novogotická kaple je cihlová, postavená na obdélném půdorysu s půlkruhově zakončeným presbytářem bez oken. Střechu zdobí úzký vysoký sanktusník krytý plechem. Na západní a východní straně kaple jsou umístěna zdvojená okna s lomeným obloukem zdobená ornamenty. Tři kamenné schody vedou k masivním dřevěným dveřím, rovněž zakončeným lomeným obloukem, které jsou vsazeny do omítnutého, ornamenty zdobeného portálu. Podlaha je dlážděná šedožlutými dlaždicemi v šachovnicovém vzoru. Zdi a strop kaple zdobily původně malby s motivy Andělů strážných a archandělů. Původní oltář a lavice se nedochovaly.

## Galerie

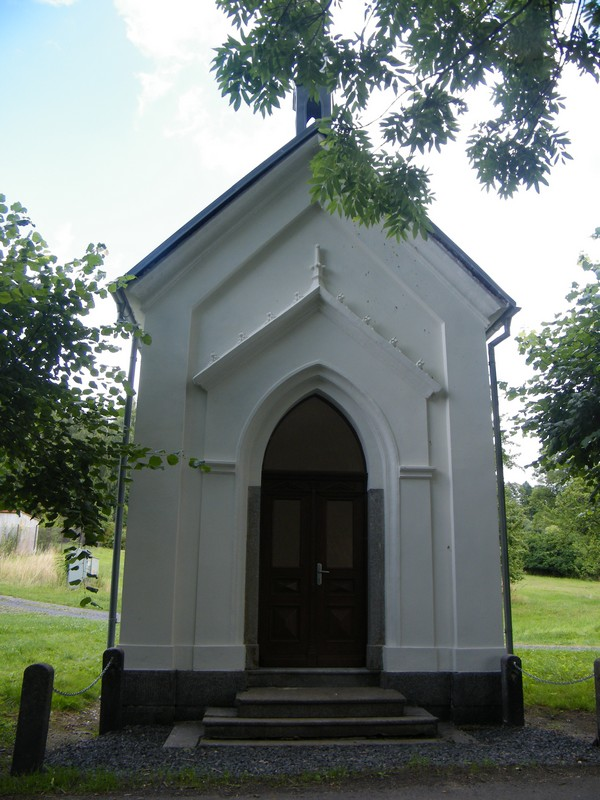
Fürleova kaple (2015)
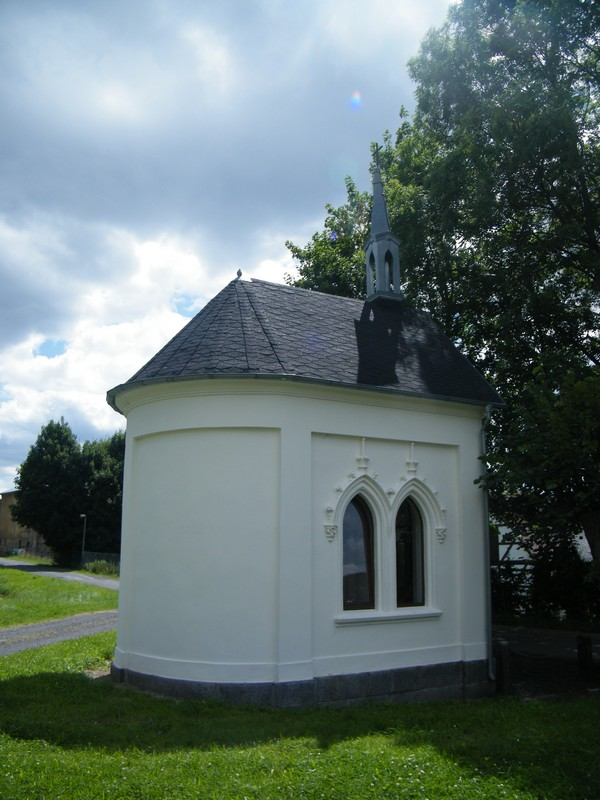
Fürleova kaple (2015)
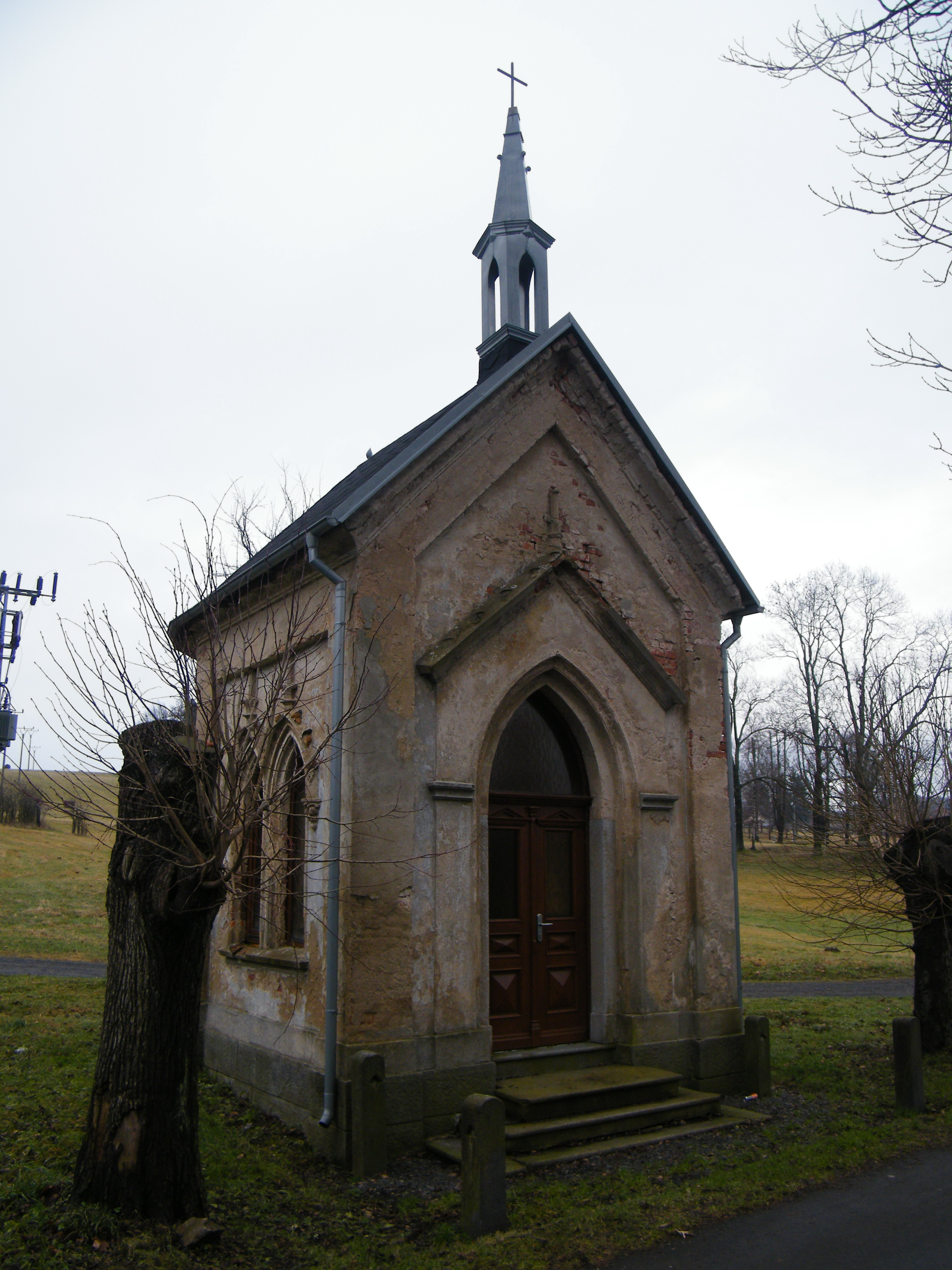
Fürleova kaple (2007)
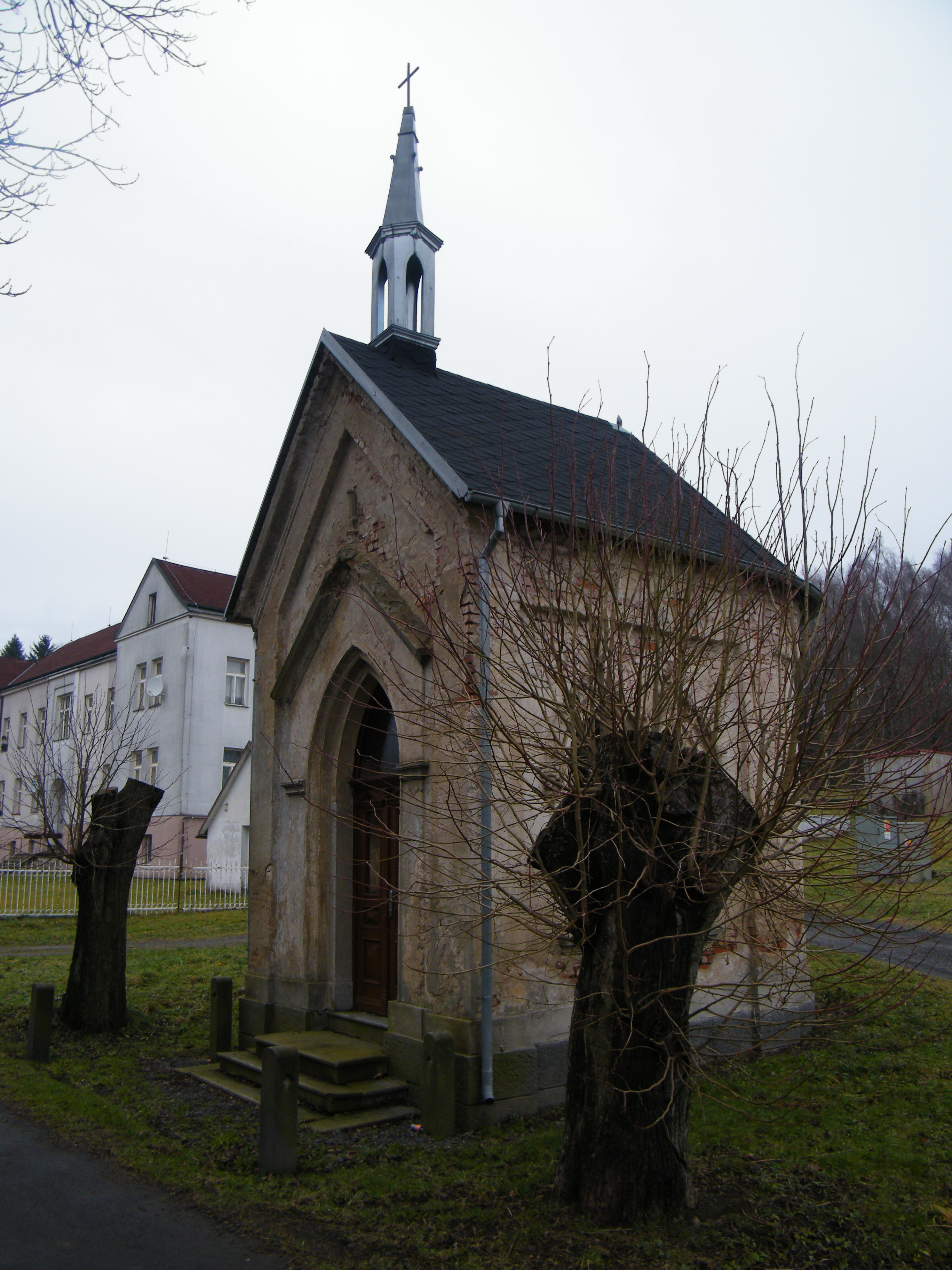
Fürleova kaple (2006)
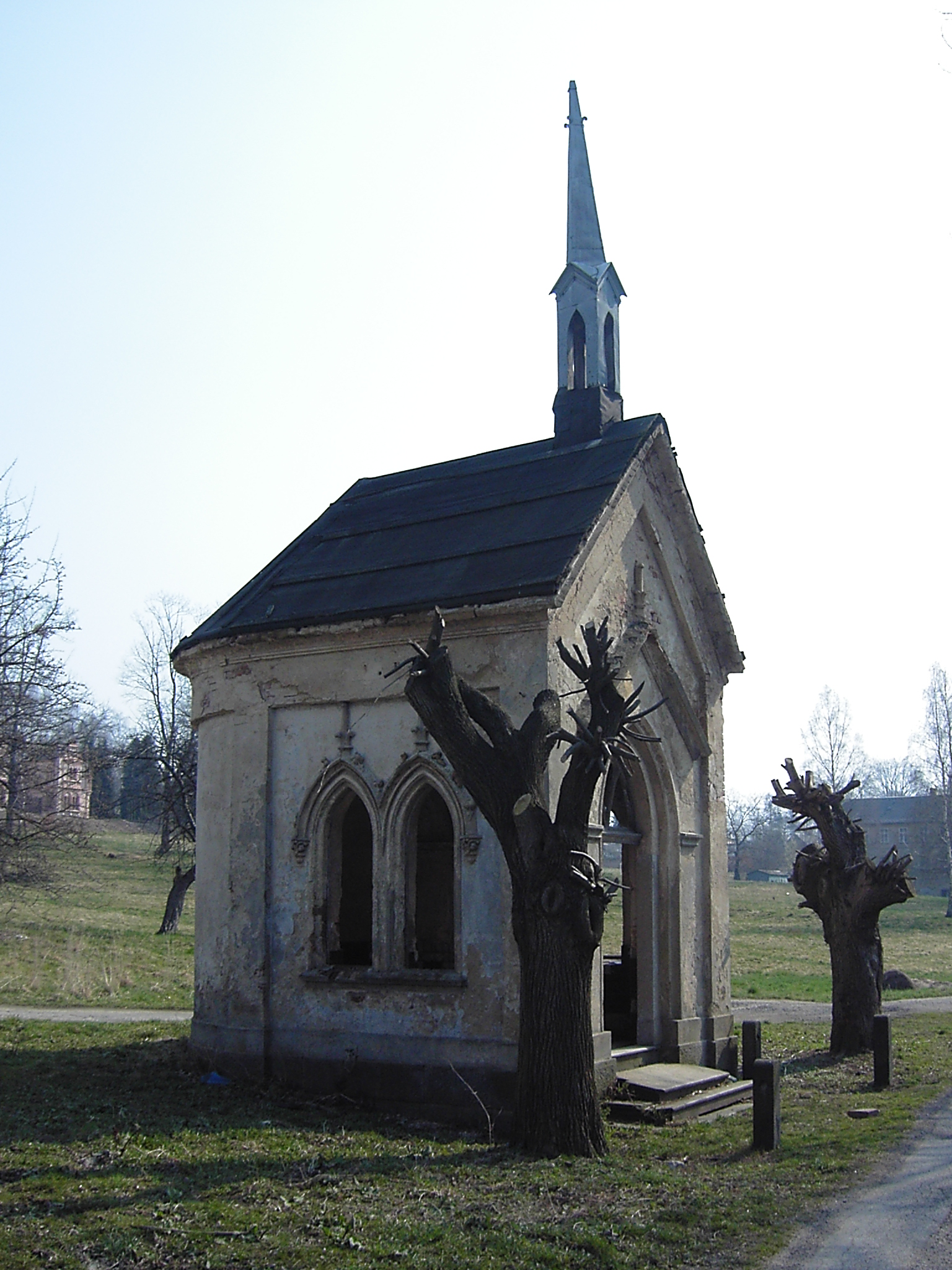
Fürleova kaple (2006)
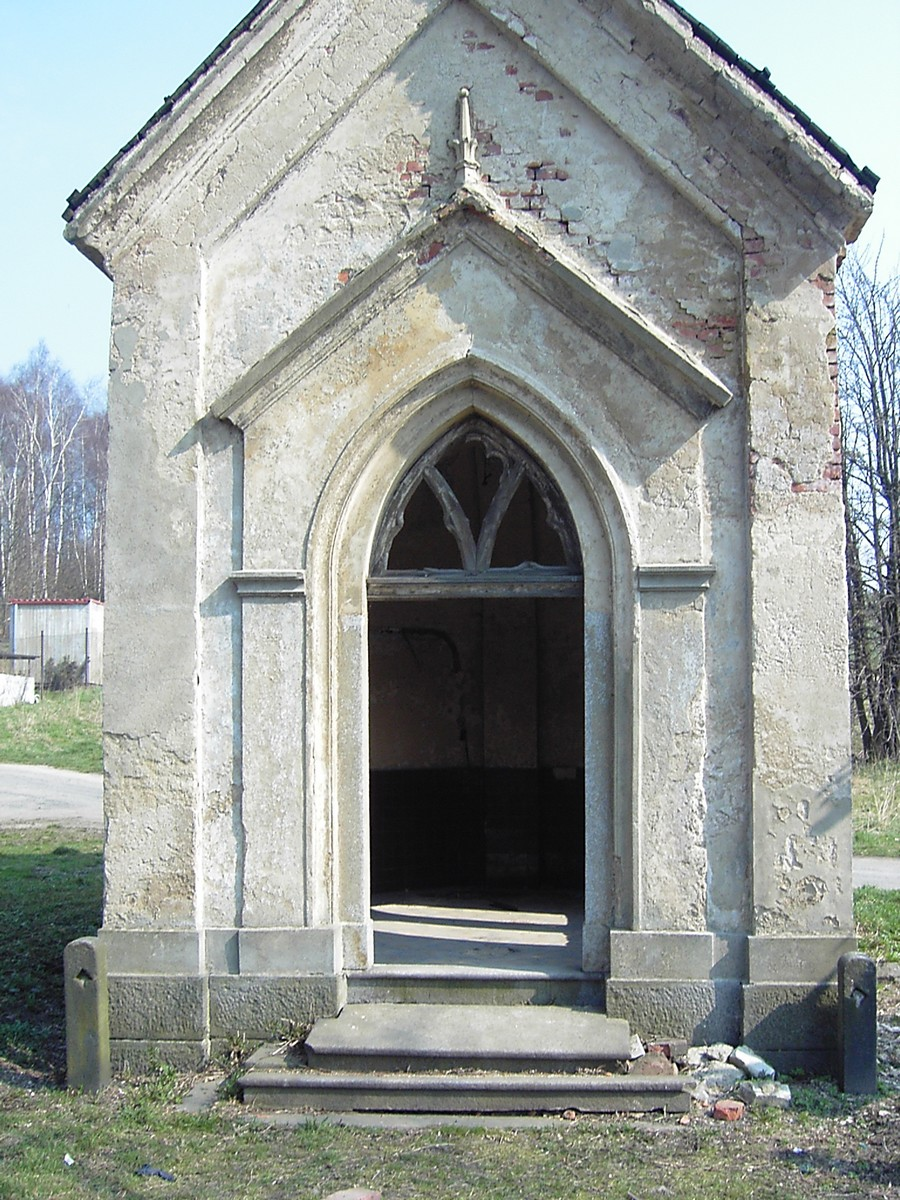
Fürleova kaple (2006)
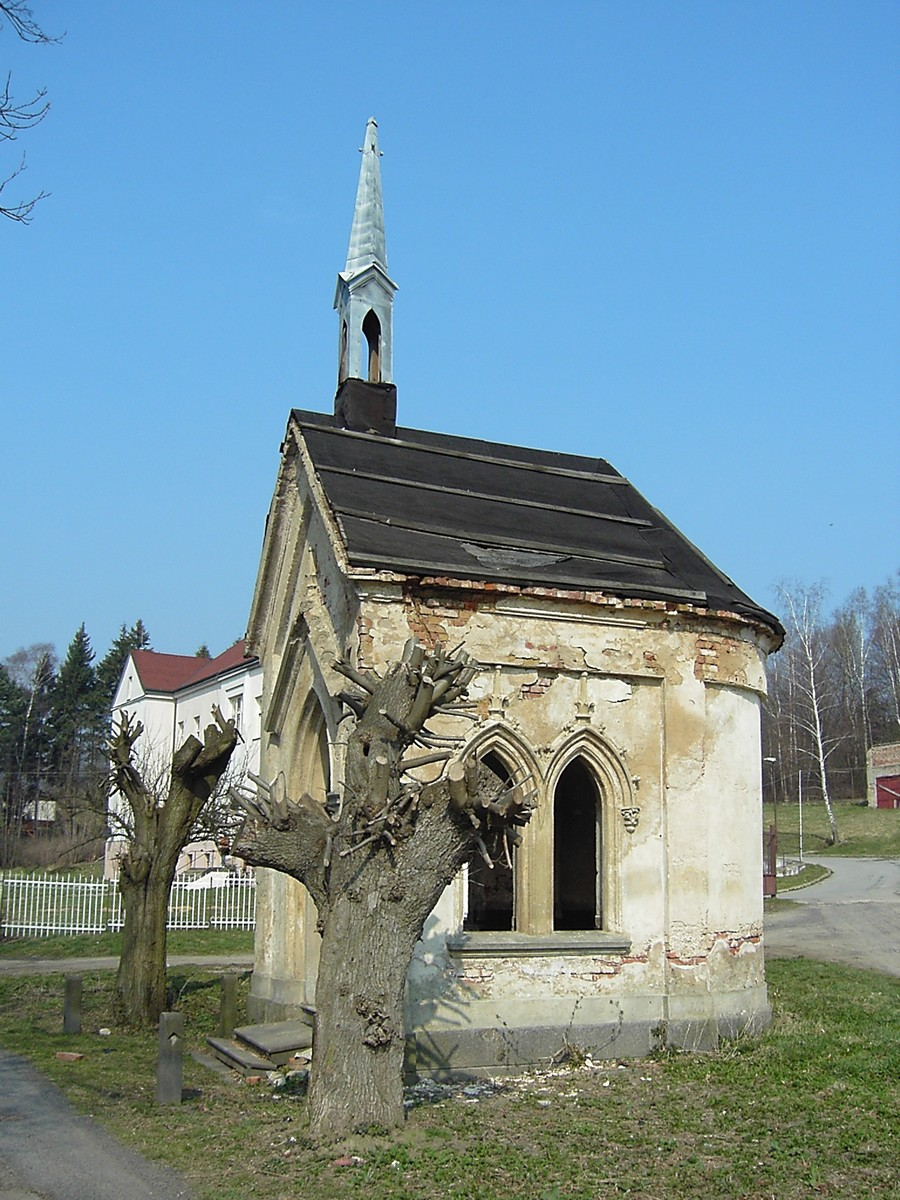
Fürleova kaple (2006)
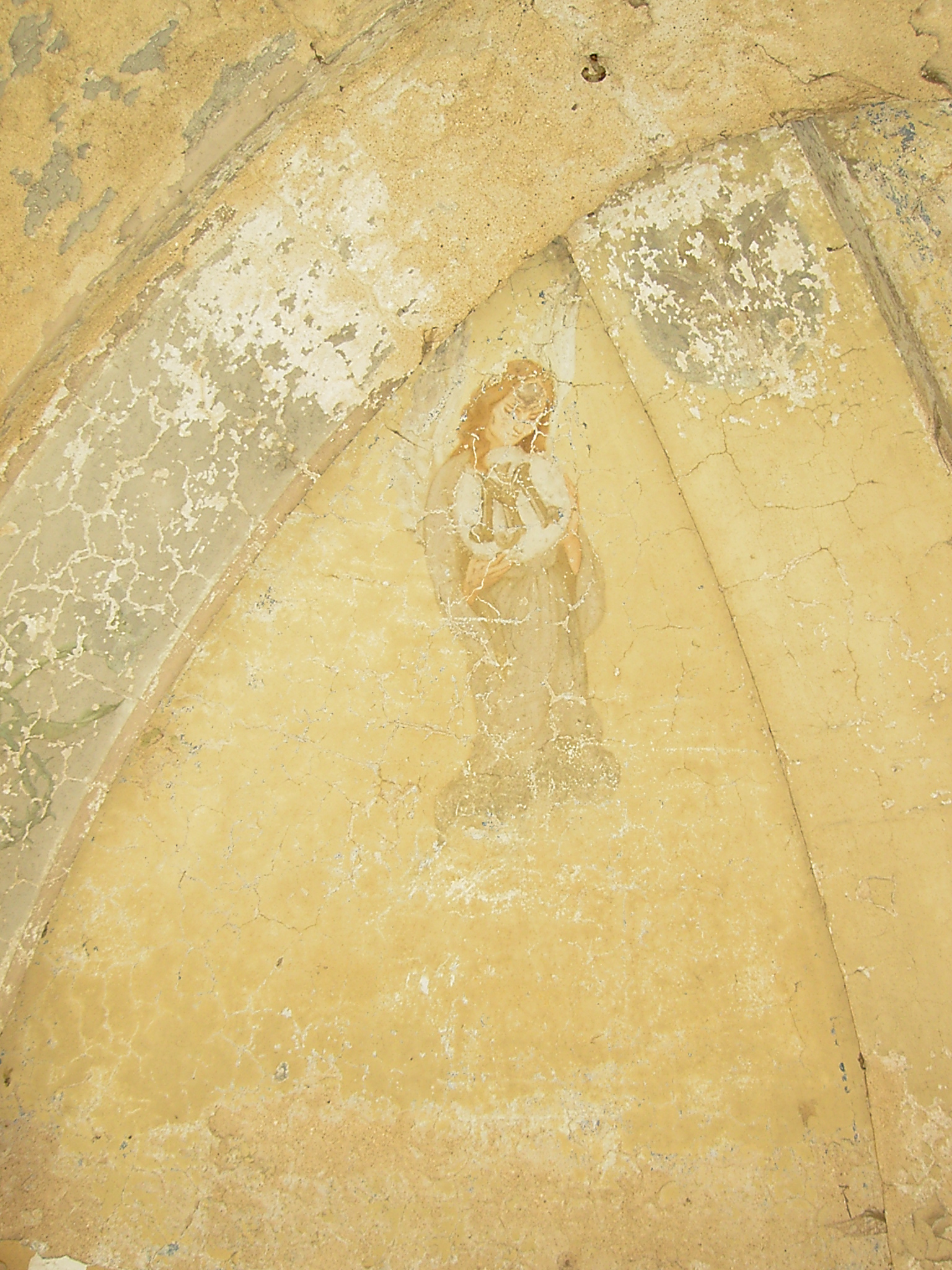
Interiér, freska Panny Marie (2007)
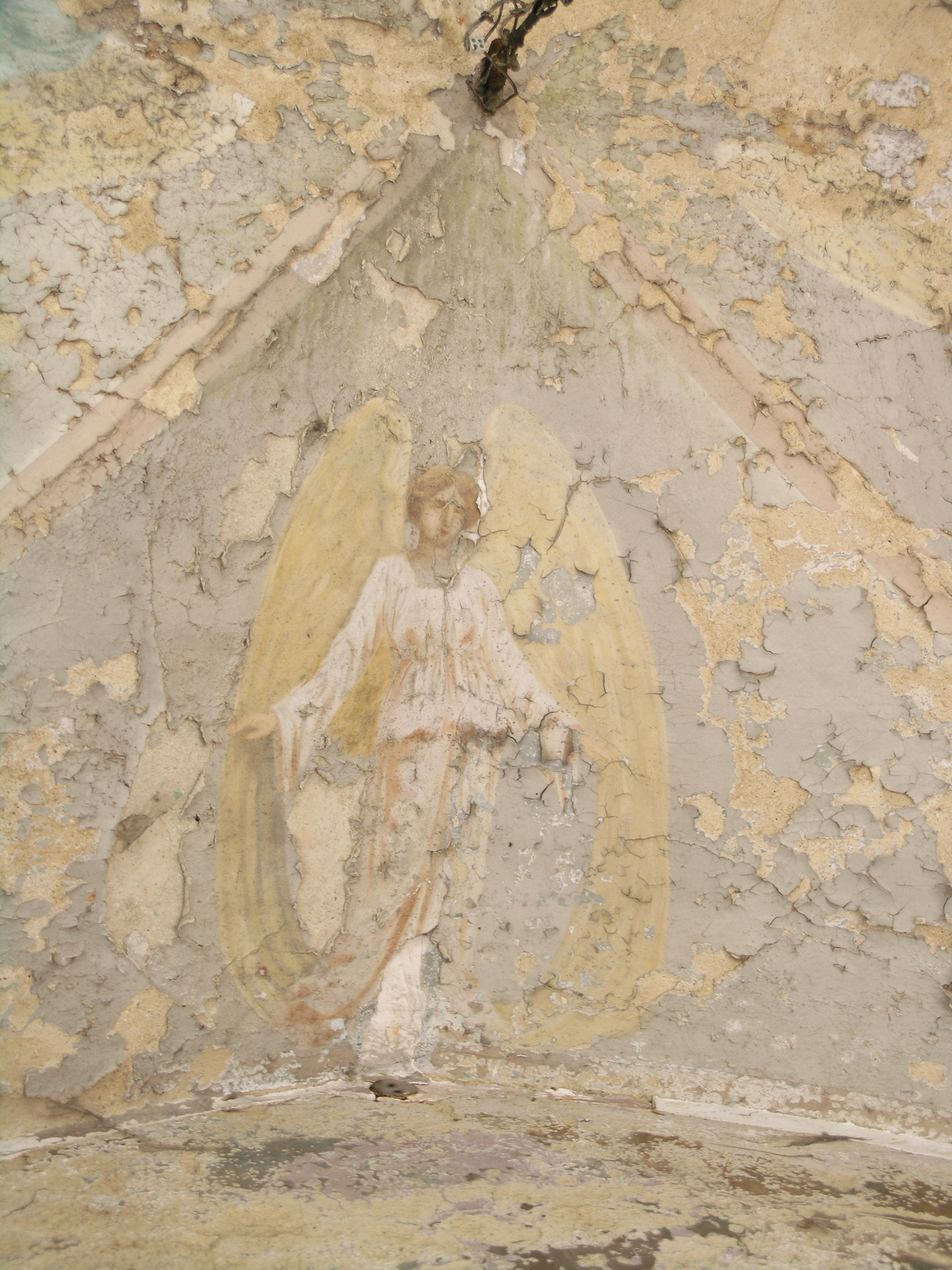
Interiér, freska Anděla Strážného (2007)
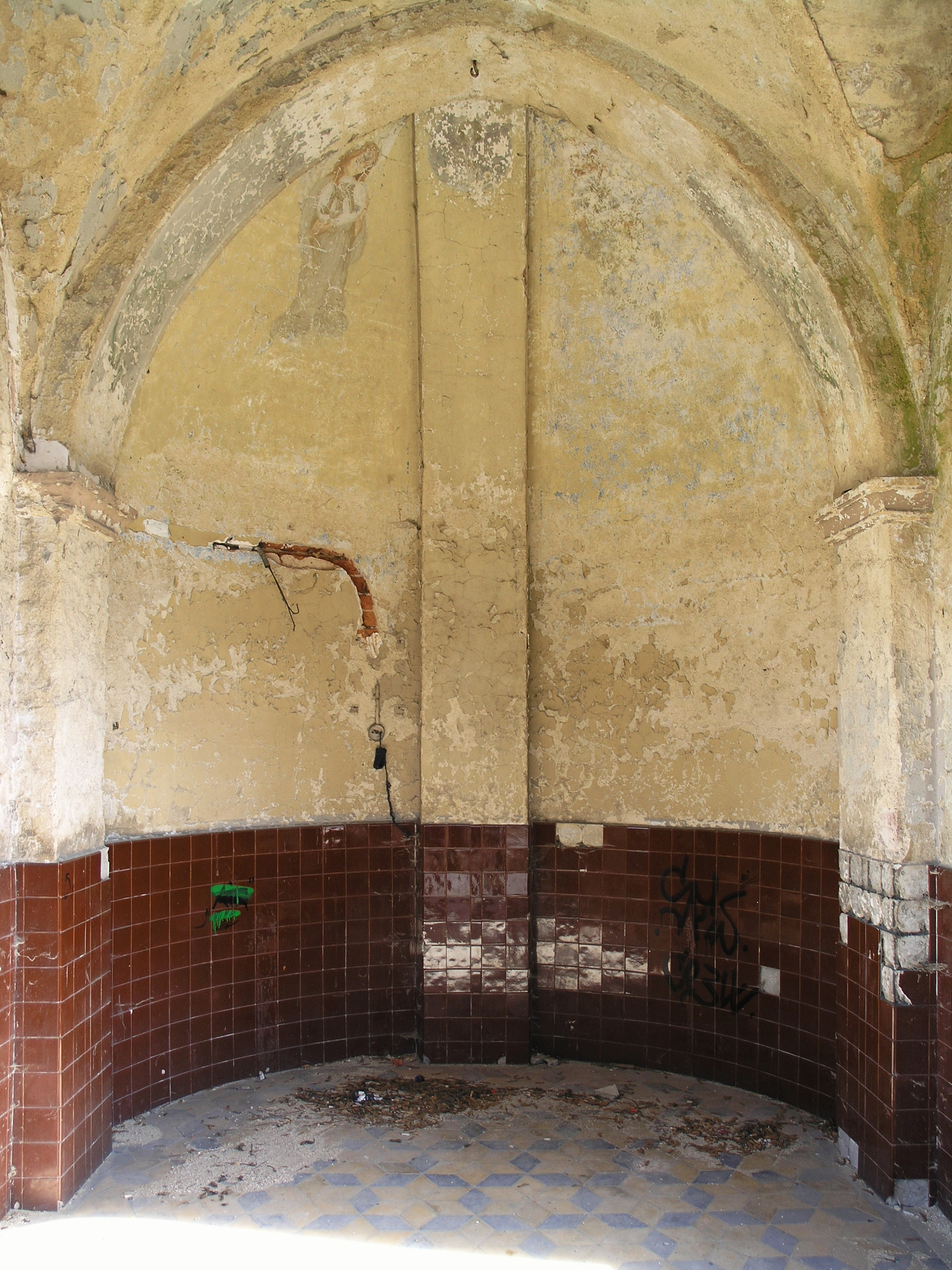
Interiér před rekonstrukcí (2007)
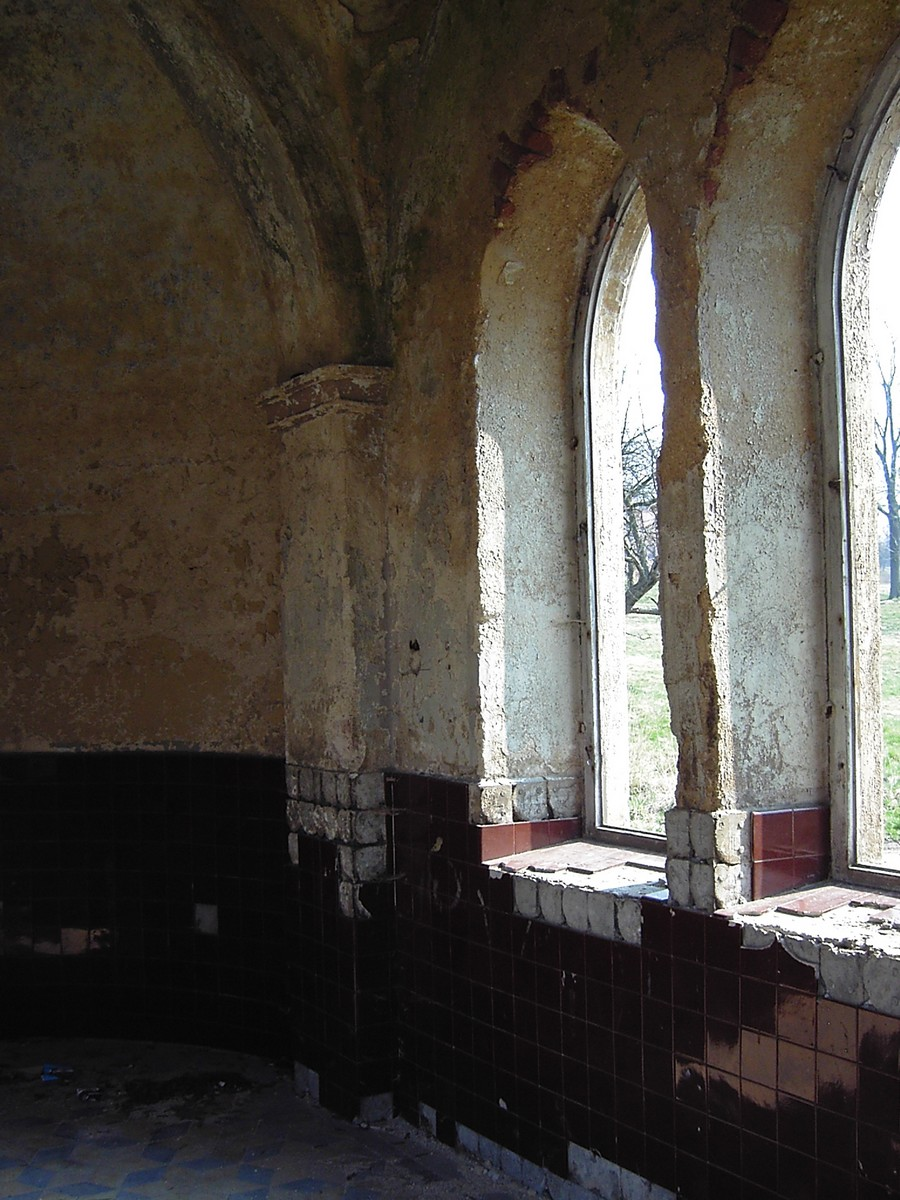
Interiér před rekonstrukcí (2006)
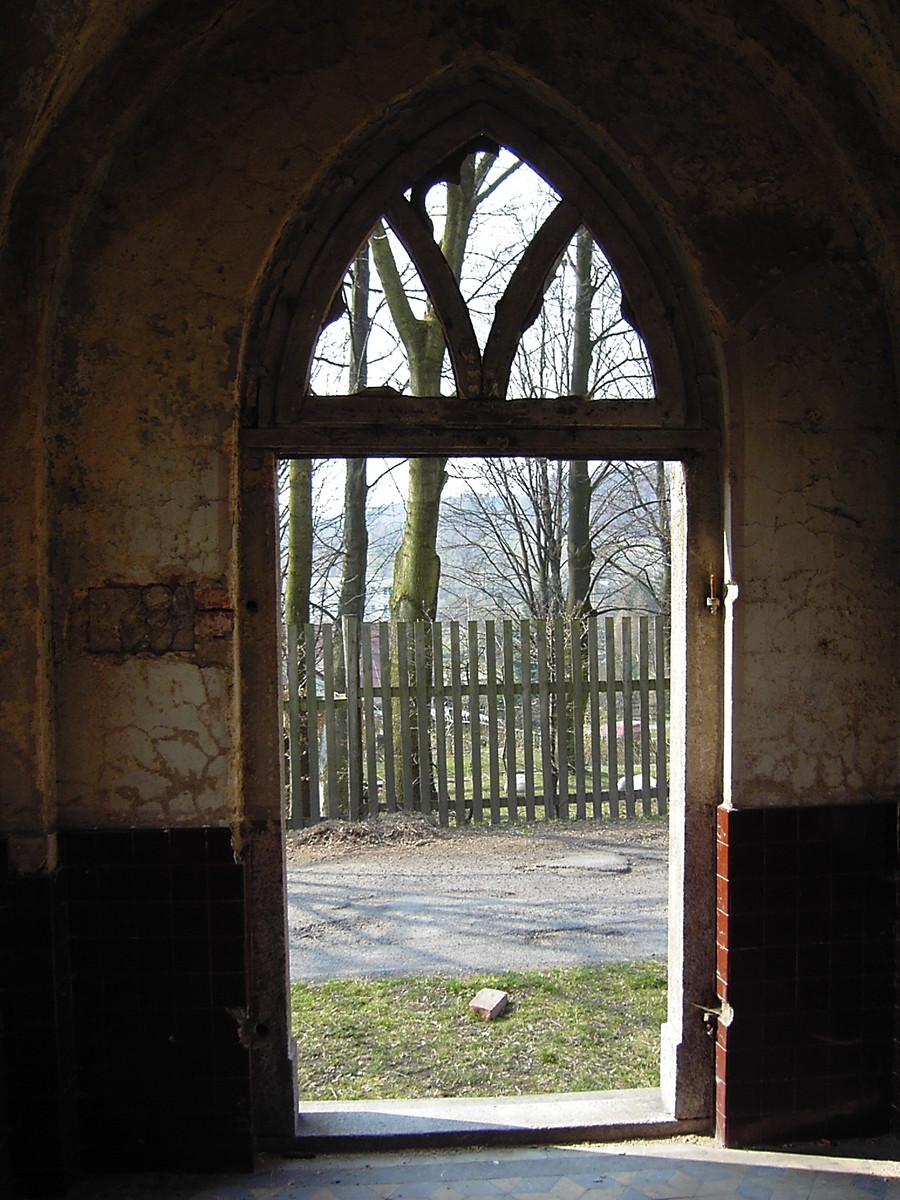
Interiér před rekonstrukcí (2006)